# BYD C9

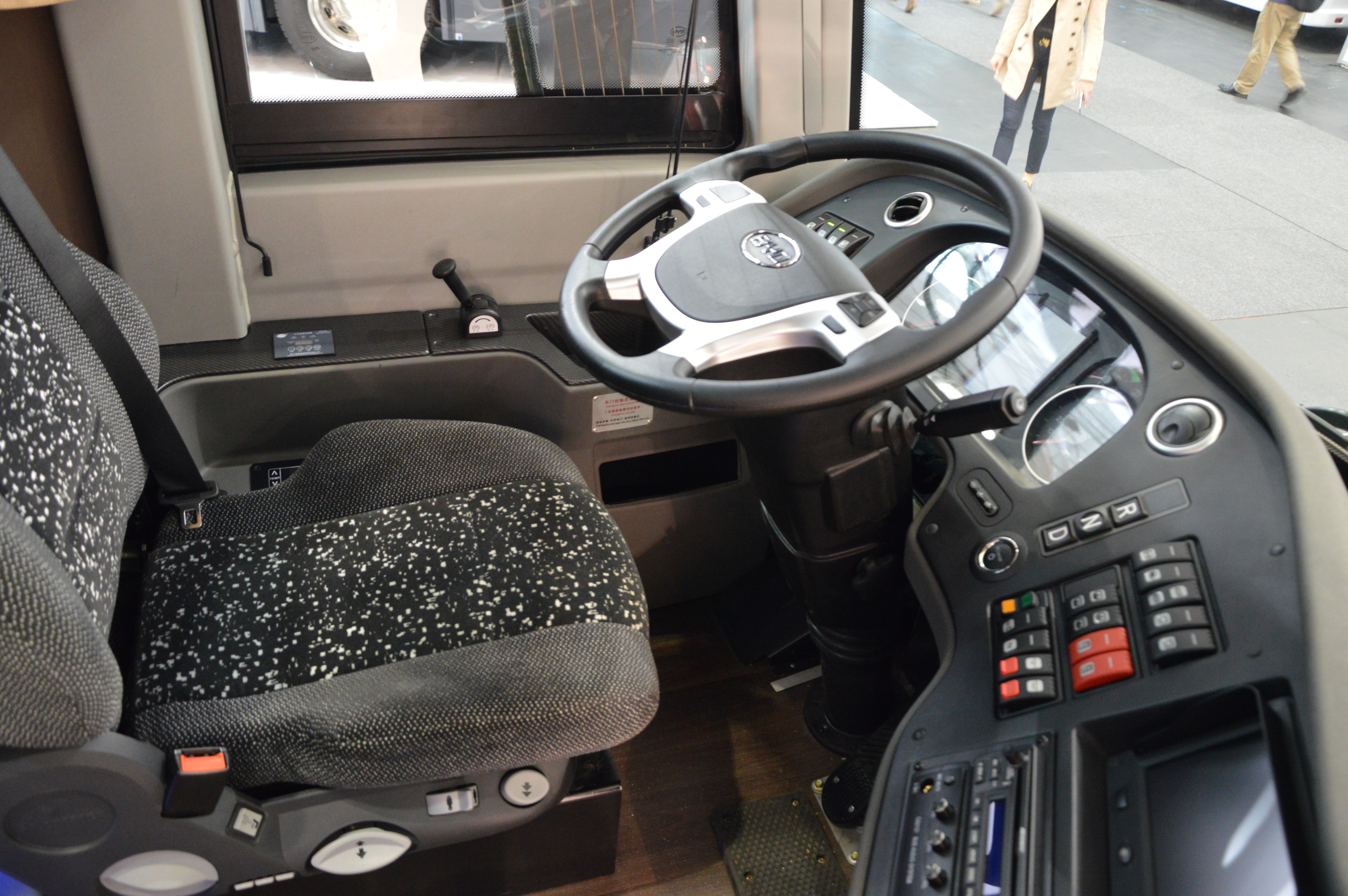
Интерьер

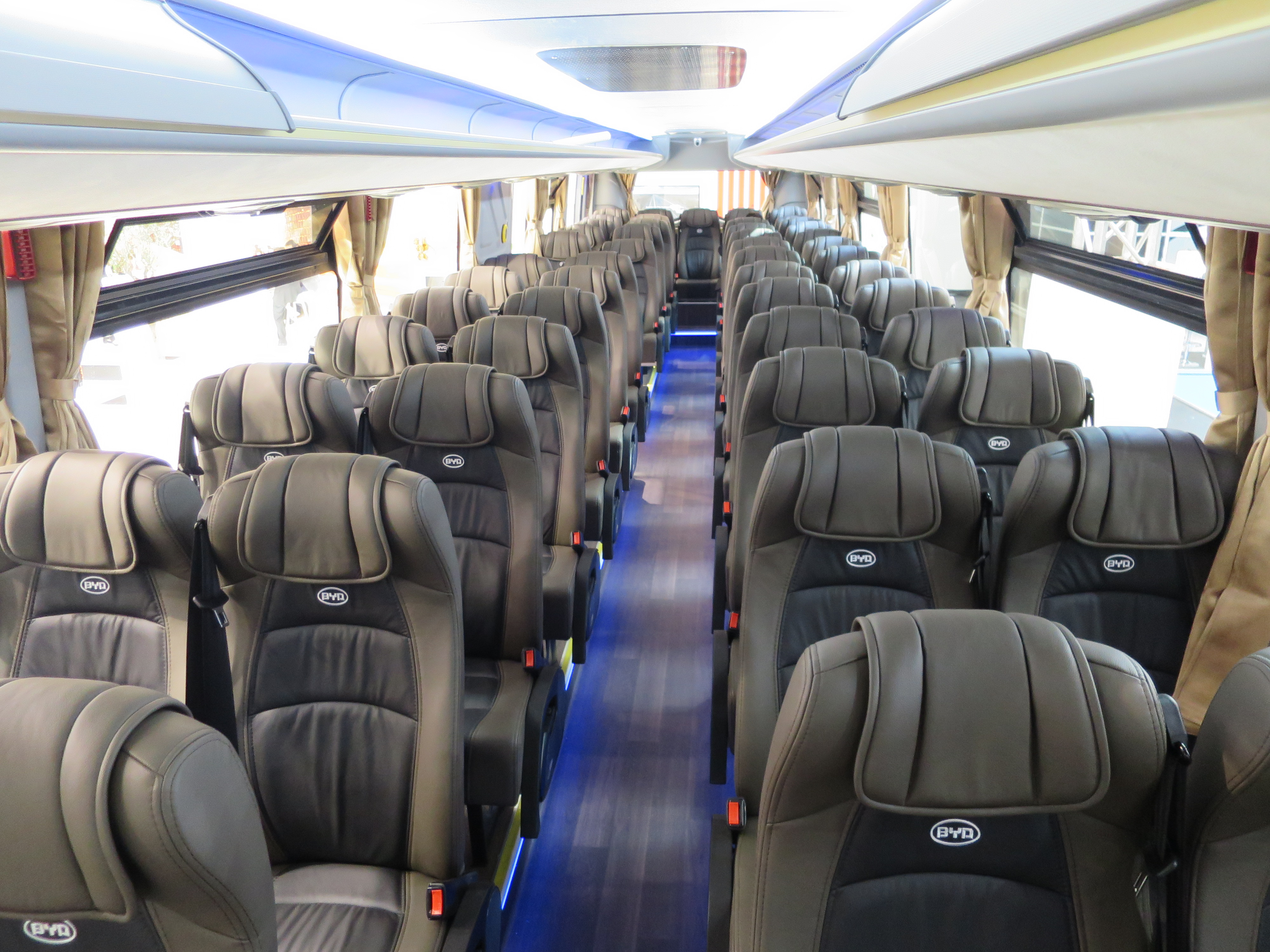
Салон, вид назад

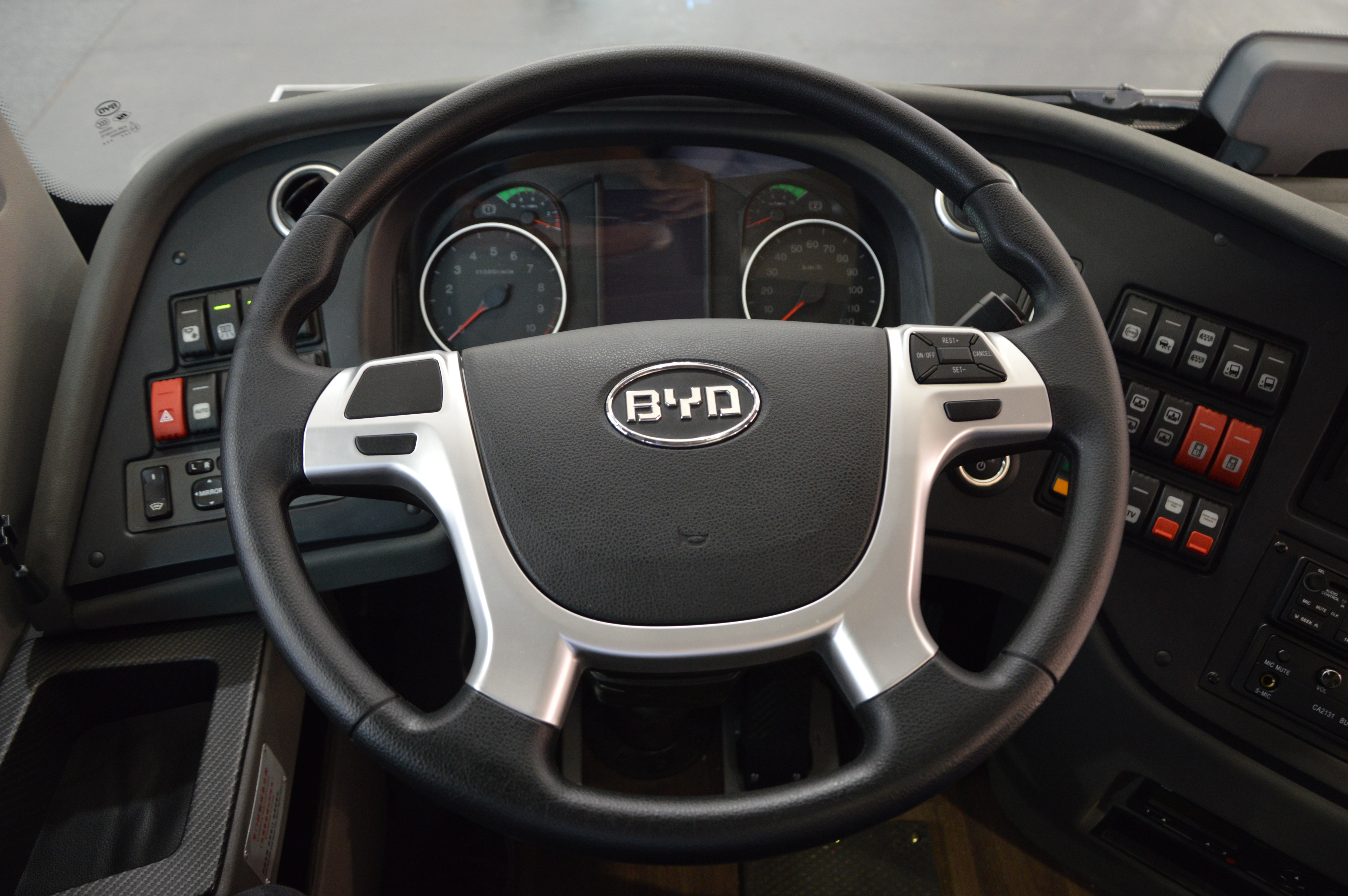
Рулевое колесо

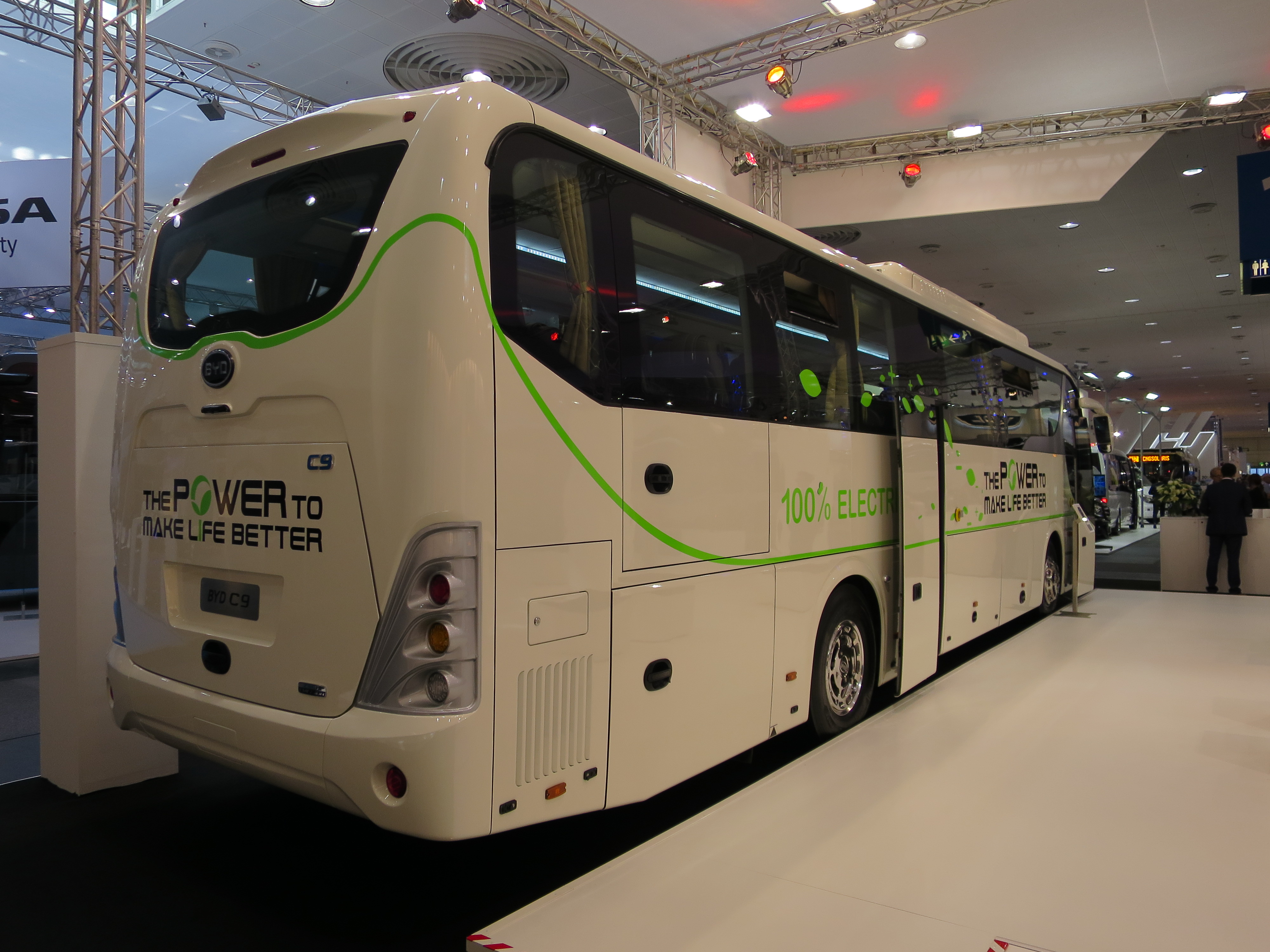
Вид сзади

BYD C9 — туристический электробус, выпускаемый с 2015 года китайской компанией BYD Auto.

## История
Компания BYD Auto, мировой лидер в производстве электромобилей, выпускает электробусы с 2010 года.
До 2015 года производитель был сосредоточен на производстве городских автобусов. В январе 2015 года на выставке UMA Motorcoach EXPO в Новом Орлеане впервые был представлен туристический электробус, который также может работать на городских маршрутах.
В Европе автобус был представлен в июне 2016 года во Франции на выставке transport publics. Первым закупщиком BYD C9 стала парижская компания Green Yvelines, всего было закуплено 12 автобусов. Как и в других крупных городах, мэрия Парижа с 2020 года планировала запретить поставки автобусов с ДВС. В конце 2016 года в Китай поступило около 100 автобусов BYD C9.
С октября 2018 года в Германии компания Flixbus обслуживает 40-местные автобусы BYD C9 на междугороднем маршруте от Франкфурта до Мангейма через Франкфуртский и Гейдельбергский аэропорты. Маршрут работает 4 раза в день. Расстояние составляет 115 км, а запас хода электробуса — 320 км.